# 趙晨宇
趙晨宇(ちょう しんう、赵晨宇、1999年6月4日 - ）は、中国の囲碁棋士。山西省太原市出身、中国囲棋協会所属、九段。応昌期杯世界プロ囲碁選手権戦・三星火災杯世界囲碁マスターズでベスト4など。

## 経歴
6歳で囲碁を学び、3ヶ月後に山西省のアマチュア大会で優勝。9歳の時に北京の囲碁道場に入り、2010年少年児童大会児童組優勝。2011年12歳の時に初段となる。2012年二段。2013年三段。2014年建橋杯中国囲棋新人王戦ベスト8、四段。2015年利民杯世界囲碁星鋭最強戦ベスト4。2017年呉清源杯中国囲棋新秀争覇戦ベスト8、五段、六段。2018年天元戦ベスト8、グロービス杯ベスト8、阿含・桐山杯ベスト4、七段。2019年八段。2020年竜星戦で5人抜きしベスト4。2021年応昌期杯準決勝進出するが、申眞諝に0-2で敗退。同年三星火災杯でもベスト4、阿含・桐山杯ベスト4、九段昇段。
2022年国手山脈杯ベスト8。2023年天元戦ベスト4、国手戦ベスト4、大棋士戦ベスト4。2024年浙江平湖・当湖十局杯ベスト4。
中国囲碁リーグでは、2012年に丙級リーグに南京チーム（三連星囲棋培訓センター）で出場して7戦全勝し、周俊勲からの勝ち星もあって注目を浴びた。2013年に乙級、2014年に甲級（大連チーム）に出場。中国棋士ランキングでは2020年15位、2023年6位。

### 主な棋歴
国際棋戦
- 応昌期杯世界プロ囲碁選手権戦 2021年ベスト4
- 三星火災杯世界囲碁マスターズ 2021年ベスト4、2017年ベスト16
- LG杯世界棋王戦 2018年ベスト16、2019年ベスト16、2020年ベスト16
- 国手山脈杯国際囲棋戦世界プロ最強戦 2022年ベスト8
- 利民杯世界囲碁星鋭最強戦 2015年ベスト4
- 農心辛ラーメン杯世界囲碁最強戦 2023年(25回) 0-1（×申眞諝）
- アジア競技大会 2023年男子団体戦 準優勝

国内棋戦
- 全国智力運動会 2017年男子団体戦3位
- 中国囲棋リーグ戦
  - 2012年丙級（南京三連星囲棋培訓中心）7-0
  - 2013年乙級（MLILY夢百合南京三連星）3-4
  - 2014年（大連上方、優勝）4-4
  - 2015年（華泰証券江蘇）6-9
  - 2016年（華泰証券江蘇）5-9
  - 2017年（華泰証券江蘇）17-9
  - 2018年（華泰証券江蘇、優勝）15-11
  - 2019年（江蘇）10-5
  - 2020年（華泰証券江蘇）8-7
  - 2021年（江蘇）8-7
  - 2022年（江蘇神曽腓腓、2位）9-6
  - 2023年（江蘇神曽腓腓）11-4

## 注
1. ↑  山西囲棋“四大金剛”誕生 太原趙晨宇昇為九段新浪体育 2021年11月30日